# 海努克乡
海努克乡，是中华人民共和国新疆维吾尔自治区伊犁哈萨克自治州察布查尔锡伯自治县下辖的一个乡镇级行政单位。

## 行政区划
海努克乡下辖以下地区：
海努克村、阿勒斯坦村、琼布拉克村、切吉村和托普亚尕奇村。